# Mick Talbot

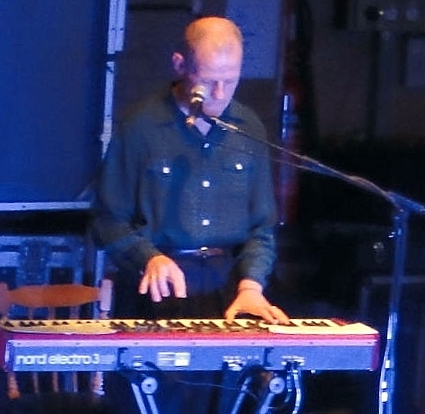
Mick Talbot in 2012 bij een concert van Dexys

Michael "Mick" Talbot (11 september 1958, Wimbledon, Londen) is een Brits toetsenist, songschrijver, componist en producent. Hij is bekend geworden van The Style Council, het soul-jazzcollectief dat hij met Paul Weller (ex-frontman van The Jam) oprichtte. 

## Biografie

### Jaren 80
Talbot speelde eind jaren 70 met zijn broer Danny in de Mod-revivalband The Merton Parkas; in deze periode werkte hij voor het eerst samen met Weller als gastmuzikant op het Jam-album Setting Sons en bij enkele optredens die daarna volgden. Na het uiteenvallen van de Merton Parkas sloot Talbot zich aan bij Dexys Midnight Runners dat in september van dat jaar voor het eerst naar Nederland kwam. Begin 1981 keerde hij terug, maar dan met de afsplitsing The Bureau; deze new-wave/soulband, die in het verlengde lag van de originele Dexys, gaf een concert dat werd vastgelegd door de toenmalige popzender Hilversum 3. 
In 1982 zat Talbot zonder werk en met een belastingschuld. De redding kwam toen Paul Weller hem vroeg als mede-oprichter voor The Style Council. Weller had besloten The Jam op te heffen omdat het keurslijf van deze band niet geschikt bleek voor zijn groeiende ambitie om soulmuziek te maken. The Style Council begon succesvol met albums als Café Bleu en Our Favourite Shop; op deze albums blonk Talbot uit in jazzy instrumentals en was hij in sommige nummers, met name Homebreaker van Our Favourite Shop, als zanger te horen. Na 1986 ging het echter bergafwaarts door experimenten met synthesizerfunk, klassiek en house (na opheffing van de band uitgebracht).

### Jaren 90
Daarna kwam Talbot in de acid-jazzscene terecht. Hij speelde bij Galliano en verleende een gastbijdrage aan een album van Young Disciples. Ook ging hij op tournee met Gene, een band die door The Jam en The Smiths was beïnvloed. Talbot bleef het contact met zijn Council-collega's warm houden; hij speelde mee op drie solo-albums van Paul Weller, en vormde met drummer Steve White en bassist Damon Minchella (Ocean Colour Scene) het trio The Players.

### Recent
In 2003 keerde Talbot terug bij Dexys en kwam ook The Bureau weer bij elkaar, zij het voor een eenmalige reünie. 
In 2009 ging Talbot op tournee met de Amerikaanse zangeres Candi Staton. In 2014 was hij te horen op het duo-album van Wilko Johnson en Roger Daltrey. 
In 2015 verleende hij zijn medewerking aan het tweede solo-album van Dexys-lid Pete Williams. 
In 2017 speelde Talbot mee tijdens een speciale editie van Later with Jools Holland waarbij Britse artiesten duetten zongen met soulveteranen.
In augustus 2019 kwam The Style Council bijeen voor een eenmalig akoestisch optreden als onderdeel van een documentaire die over de groep werd gemaakt. Het betrof de albumtrack It's A Very Deep Sea van Confessions of a Pop Group.
- Biblioteca Nacional de España: XX1544394
- Bibliothèque nationale de France: cb139002689 (data)
- International Standard Name Identifier: 0000 0000 7824 8242
- Library of Congress Control Number: nb2019003638
- MusicBrainz: 3f2370fc-280a-4951-824f-7bf4f02ce2d3
- Nederlandse Thesaurus van Auteursnamen: 071435727
- Système universitaire de documentation: 181862247
- Virtual International Authority File: 657149198319474940003